# Fabienne Nadarajah
Fabienne Nadarajah (Viena, 10 de junio de 1985) es una deportista austríaca que compitió en natación.
Ganó una medalla de plata en el Campeonato Mundial de Natación en Piscina Corta de 2006 y cuatro medallas de bronce en el Campeonato Europeo de Natación en Piscina Corta entre los años 2003 y 2007.

## Palmarés internacional
| Campeonato Mundial en Piscina Corta | Campeonato Mundial en Piscina Corta | Campeonato Mundial en Piscina Corta | Campeonato Mundial en Piscina Corta |
| Año                                 | Lugar                               | Medalla                             | Prueba                              |
| ----------------------------------- | ----------------------------------- | ----------------------------------- | ----------------------------------- |
| 2006                                | Shanghái (China)                    | Medalla de plata                    | 50 m mariposa                       |
| Campeonato Europeo en Piscina Corta |                                     |                                     |                                     |
| Año                                 | Lugar                               | Medalla                             | Prueba                              |
| 2003                                | Dublín (Irlanda)                    | Medalla de bronce                   | 50 m mariposa                       |
| 2004                                | Viena (Austria)                     | Medalla de bronce                   | 50 m mariposa                       |
| 2005                                | Trieste (Italia)                    | Medalla de bronce                   | 50 m mariposa                       |
| 2007                                | Debrecen (Hungría)                  | Medalla de bronce                   | 50 m espalda                        |